# Wonhyo
Wonhyo (617- 686) was een Boeddhistisch monnik en geleerde in het koninkrijk Silla op het Koreaanse schiereiland.
Wonhyo en zijn vriend Uisang (Sticher van de Koreaanse Hwaom school) besloten in 661 om naar China te reizen om zich daar te wijden aan een diepere studie van het Boeddhisme. Tijdens hun reis werden ze overvallen door een hevige regenbui en zagen zich genoodzaakt om te schuilen in wat zij dachten dat een heiligdom was. 's Nachts kreeg Wonhyo enorme dorst, hij greep in het donker om zich heen en vond een kom en dronk daaruit koel, verfrissend water. Toen de beide reisgenoten de volgende dag wakker werden, ontdekten ze dat ze de nacht hadden doorgebracht in een oude graftombe waar de grond bezaaid lag met schedels. Wonhyo realiseerde zich dat hij het water had gedronken uit een schedel en dat het water in feite brak was. Wonhyo verbaasde zich over het feit hoe de menselijke psyche zaken die van zichzelf onveranderd zijn, anders interpreteert. Na deze verlichtende ervaring besloot Wonhyo om niet verder te reizen naar China. Hij verliet ook zijn orde en legde zich toe op de verspreiding van het Boeddhisme als leek. Vanwege die aspect van zijn karakter werd Wonhyo een populaire volksheld in Korea.
Hij speelde een doorslaggevende rol in de bekering van het platteland van Silla tot het Zuiver Land-boeddhisme. Hij verzette zich tegen de wederzijdse confrontatie van de verscheidene boeddhistische leerscholen en predikte verdraagzaamheid en stelde ook voor gewone mensen als vissers en handwerkers een wedergeboorte in het paradijs in voor uitzicht. Door zijn toedoen werd zo'n tachtig procent van de bevolking aanhanger van de leer die hij predikte.
Er wordt van hem gezegd dat hij ooit de dwaling beging bij een prinses van de Silla een zoon te verwekken. (Deze zoon (Seolchong) wordt de uitvinding van het idu schrift toegeschreven.) Later zag Wonhyo zijn dwaling en nam met nog grotere ijver zijn zendingswerk weer ter hand.